# Joseph Bech

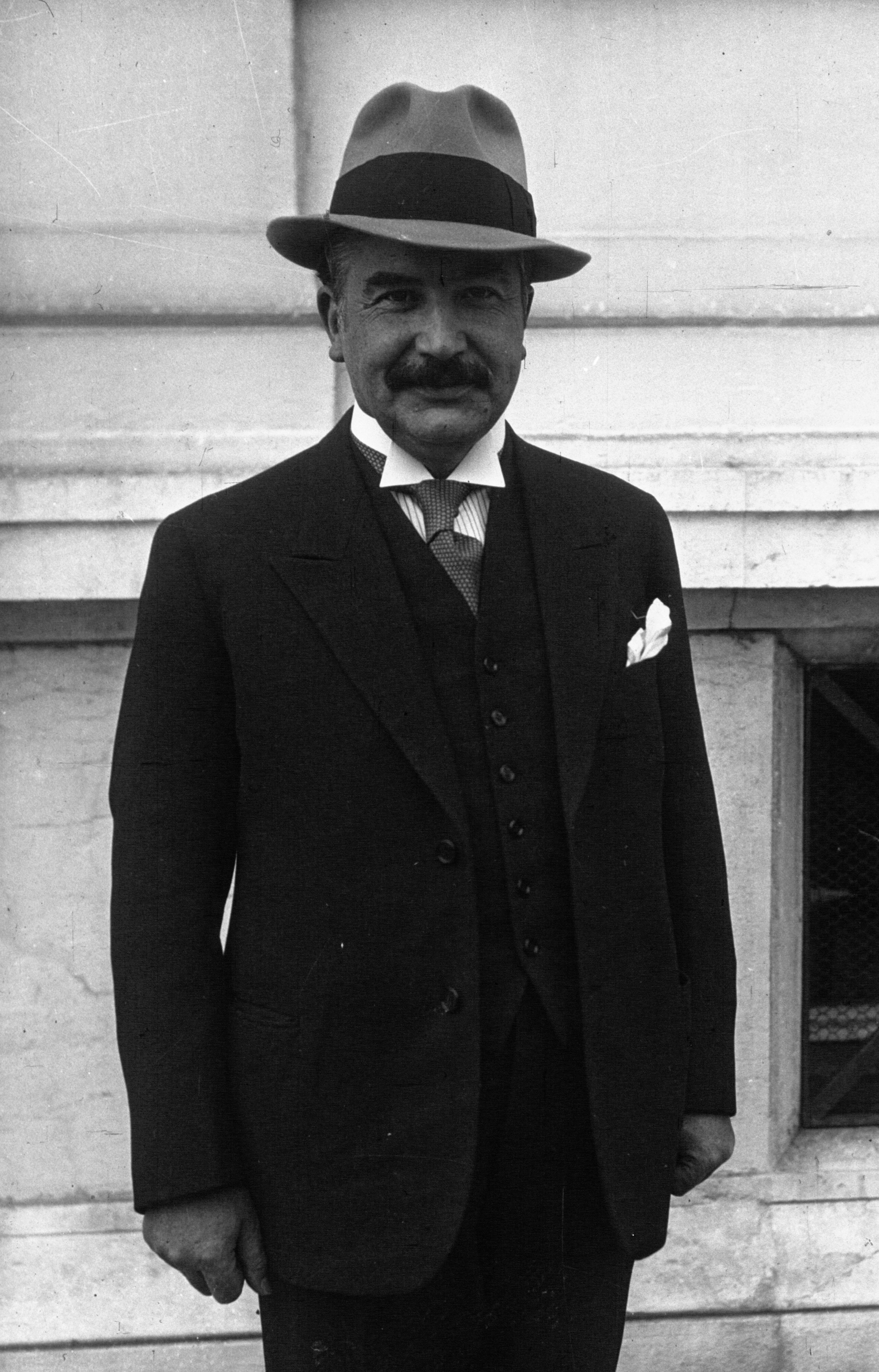
Joseph Bech (1933)

Joseph Bech (Diekirch, 17 februari 1887 - Luxemburg, 8 maart 1975) was een Luxemburgs politicus.

## Opleiding en vroege carrière
Joseph Bech volgde onderwijs aan het gymnasium te Echternach en studeerde daarna rechten aan de universiteiten van Fribourg en Parijs. In 1912 promoveerde hij en vanaf 1914 was hij als advocaat werkzaam. In juni 1914, kort voor het uitbreken van de Eerste Wereldoorlog, werd hij voor de rooms-katholieke Parti de la Droite (Rechtse Partij) in de Kamer van Afgevaardigden (Luxemburgse parlement) gekozen.

## Minister
Joseph Bech werd op 15 april 1921 directeur-generaal (dat wil zeggen minister) van Binnenlandse Zaken en Onderwijs in het laatste kabinet-Reuter. Samen met president van de Regering (dat wil zeggen premier) Émile Reuter en bisschop Pierre Nommesch maakte Bech een einde aan de schoolstrijd in het Groothertogdom Luxemburg. Hij bleef directeur-generaal van Binnenlandse Zaken en Onderwijs tot 20 maart 1925.

## Eerste premierschap
Joseph Bech werd op 16 juli 1926, als opvolger van Pierre Prüm (PNI), president van de Regering en directeur-generaal van Buitenlandse Zaken en Landbouw. Daarnaast werd hij ook directeur-generaal van Onderwijs. Gedurende zijn eerste premierschap (16 juli 1926 - 27 december 1936) werd Luxemburg getroffen door de Grote Depressie (1929-). In 1933 werd Adolf Hitler Rijkskanselier. Economisch gezien was Luxemburg erg afhankelijk van Duitsland en dat land was ook de grootste afnemer van het staal uit Luxemburg. Bech deed verwoede pogingen de economische afhankelijkheid van Duitsland te beperken en slaagde hier gedeeltelijk in.
Op 24 maart 1936 werd de aanduiding "directeur-generaal" voor een minister vervangen door "minister."

### Referendum in Luxemburg (1937)
Ondemocratische krachten binnen Bechs eigen partij, de Parti de la Droite dwongen premier Bech om een referendum te houden waarin de bevolking zich zou moeten uitspreken over het al dan niet voortbestaan van de Communistische Partij van Luxemburg. In de Kamer van Afgevaardigden had op 23 april 1937 de meerderheid van de Kamerleden (namelijk die van de PD en de Radicaal-Liberale Partij) vóór een verbod op de Communistische Partij gestemd. Bij het referendum van 6 juni 1937 stemde echter maar een krappe meerderheid van de kiesgerechtigde bevolking, namelijk 50,67%, tegen het verbod op de Communistische Partij en de aan haar gelieerde organisaties. De regering was er niet in geslaagd om de bevolking massaal te winnen voor het verbod en de regering bood haar ontslag aan bij groothertogin Charlotte van Luxemburg. Bech werd als premier opgevolgd door partijgenoot Pierre Dupong (5 november 1937).

## OndertekeningBenelux-verdrag

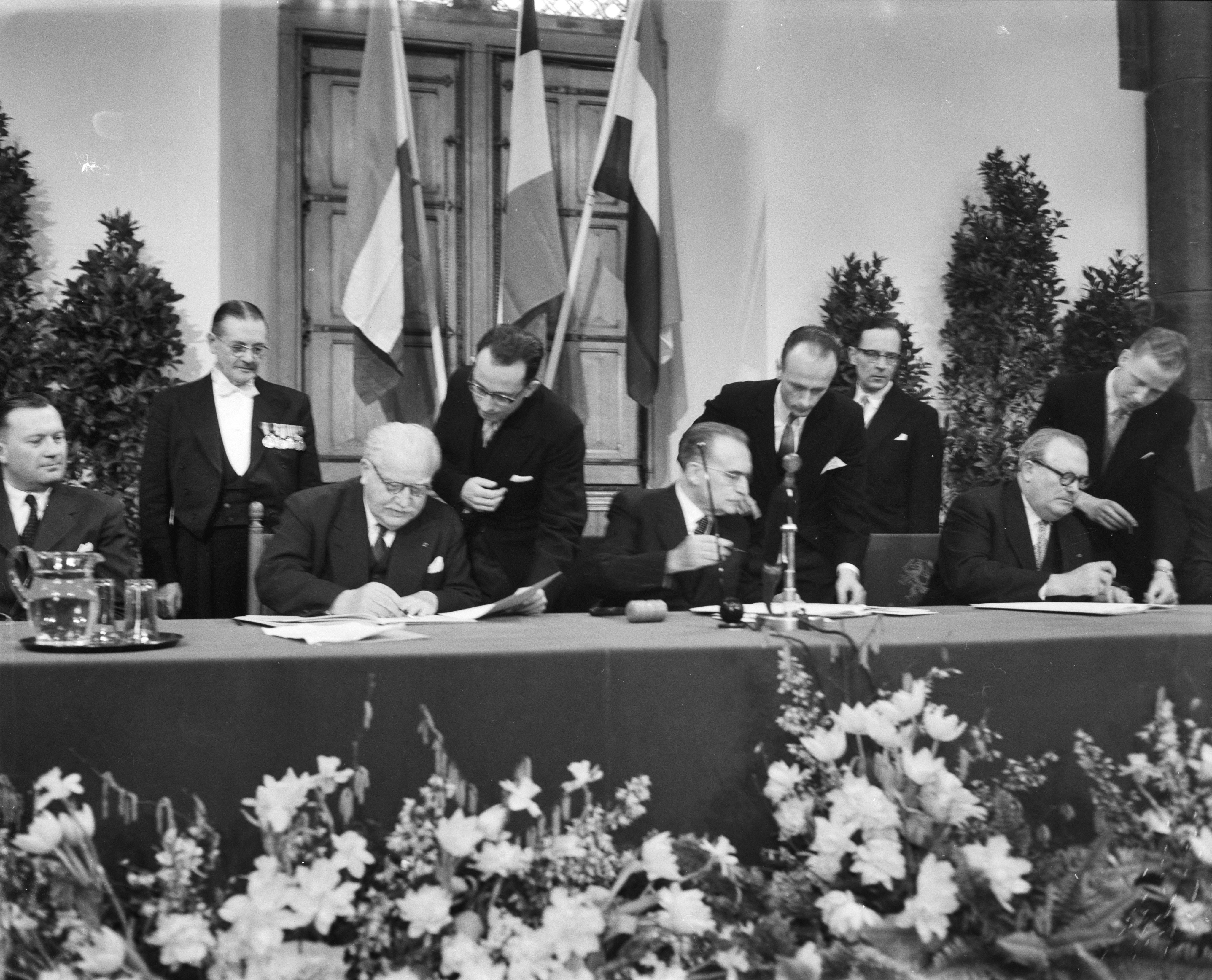
Ondertekening van Beneluxverdrag in 1958 (Joseph Bech, Willem Drees en Achiel van Acker)

Joseph Bech was van 5 november 1937 tot 10 mei 1940 minister van Buitenlandse Zaken, Wijnbouw, Schone Kunsten en Wetenschappen en van 7 februari 1938 tot 10 mei 1940 tevens interim-minister van Binnenlandse Zaken. Na de Duitse inval in Luxemburg (10 mei 1940) week Bech samen met de rest van de regering uit naar Londen waar een "regering in ballingschap" werd gevormd. In deze regering in ballingschap, geleid door Dupong, was Bech minister van Binnen- en Buitenlandse Zaken, Wijnbouw, Schone Kunsten en Wetenschappen.
In zijn hoedanigheid als minister van Buitenlandse Zaken ondertekende Joseph Bech namens het Groothertogdom Luxemburg het Benelux-verdrag dat op 1 januari 1948 van kracht werd. De andere ondertekenaars waren minister van Buitenlandse Zaken Paul-Henri Spaak namens België en minister van Buitenlandse Zaken van Nederland Eelco Nicolaas van Kleffens.
Bech was van 23 november 1944 tot 29 december 1953 minister van Buitenlandse Zaken en Wijnbouw, van 23 november 1944 tot 23 februari 1945 minister van Binnenlandse Zaken (a.i.), van 1 maart 1947 tot 29 december 1953 minister van Buitenlandse Handel en van 3 juli 1951 tot 29 december 1953 minister van Gewapende Krachten (het Luxemburgse vrijwilligersleger).

## Tweede premierschap
Joseph Bech was in 1944 lid geworden van de Chrëschtlech Sozial Vollekspartei (CSV), de opvolger van de Parti de la Droite (PD).
Bech werd op 29 december 1953, na het onverwachte overlijden van premier Pierre Dupong enige dagen eerder (23 december) opnieuw President van de Regering. Hij bleef premier tot 29 maart 1958. Hij behield gedurende zijn tweede premierschap de ministersposten van Buitenlandse Zaken, Wijnbouw, Landbouw en Buitenlandse Handel.
Van 9 maart 1958 tot 2 maart 1959 was Bech minister van Buitenlandse Zaken, Buitenlandse Handel en Wijnbouw onder President van de Regering Pierre Frieden (PD). Na zijn aftreden als minister was Bech nog van 1959 tot 1964 voorzitter van de Kamer van Afgevaardigden. Tot zijn dood in 1975 was hij ere-minister van Staat

## Overlijden
Op 8 maart 1975 overleed de 88-jarige Joseph Bech in Luxemburg. Hij was de eerste Luxemburgse politicus die het ambt van premier tweemaal bekleedde.
Joseph Bech was een van de grondleggers van de Europese Economische Gemeenschap (EEG).

## Onderscheidingen
- Eredoctoraat Katholieke Universiteit Leuven (2 februari 1954)[7]
- Internationale Karelsprijs Aken (26 mei 1960)

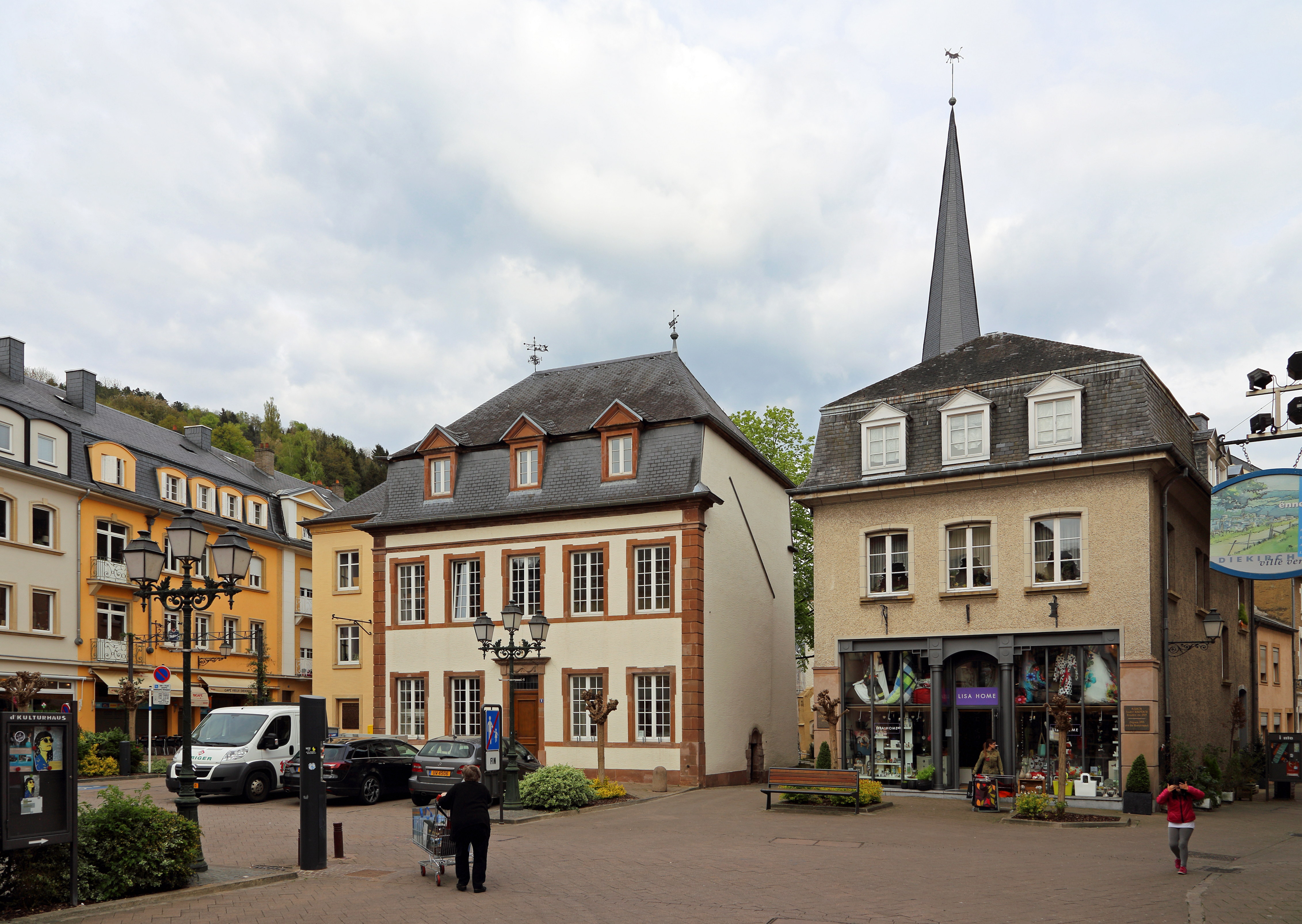
Het Joseph Bechplein in Diekirch

## Trivia
- In zijn geboortestad Diekirch is een plein naar Joseph Bech genoemd. In de hoofdstad Luxemburg dragen een brug en een kantorencomplex zijn naam (Cité Joseph Bech / Joseph Bech Building). Ook in Maastricht en Zevenaar zijn straten naar hem genoemd.

## Verwijzingen
1. ↑  Tatsachen aus der Geschichte des Luxemburger Landes, door: Dr. P.J. Muller (1968), blz. 308
2. ↑  Tatsachen aus der Geschichte des Luxemburger Landes, door: Dr. P.J. Muller (1968), blz. 337
3. ↑  Tatsachen aus der Geschichte des Luxemburger Landes, door: Dr. P.J. Muller (1968), blz. 375
4. ↑  Tatsachen aus der Geschichte des Luxemburger Landes, door: Dr. P.J. Muller (1968), blz. 494
5. ↑  Tatsachen aus der Geschichte des Luxemburger Landes, door: Dr. P.J. Muller (1968), blz. 440
6. ↑  Dumont, Patrick and Hirsh, Mario (2003). "Luxembourg". European Journal of Political Research 42 (7-8): 1021.
7. ↑  Tatsachen aus der Geschichte des Luxemburger Landes, door: Dr. P.J. Muller (1968), blz. 434

- Bibliothèque nationale de France: cb131653617 (data)
- Gemeinsame Normdatei: 174181906
- International Standard Name Identifier: 0000 0000 7731 7525
- Library of Congress Control Number: n78040985
- National Archives and Records Administration: 10580951
- Nationale Bibliotheek van Tsjechië: xx0011318
- SNAC: w6qq28n5
- Système universitaire de documentation: 035074299
- Virtual International Authority File: 35712759
- WorldCat: E39PBJdmjCrqPWXMxbJQ8T9FKd